# NGC 3633
NGC 3633 est une galaxie spirale située dans la constellation du Lion. NGC 3633 a été découverte par l'astronome américain Lewis Swift en 1887.

## Caractéristiques
La classe de luminosité de NGC 3633 est I et elle présente une large raie HI.

### Distance
Sa vitesse par rapport au fond diffus cosmologique est de 2 965 ± 26 km/s, ce qui correspond à une distance de Hubble de 43,7 ± 3,1 Mpc (∼143 millions d'al).
À ce jour, trois mesures non basées sur le décalage vers le rouge (redshift) donnent une distance de 41,567 ± 1,976 Mpc (∼136 millions d'al), ce qui est à l'intérieur des valeurs de la distance de Hubble.